# Рузвельт (остров, США)
Ру́звельт (англ. Roosevelt Island) — узкий остров в проливе Ист-Ривер, Нью-Йорк, находится между островами Манхэттен и Лонг-Айленд (боро Куинс). С Куинсом остров соединяет мост острова Рузвельт, с Манхэттеном прямой сухопутной связи не существует. Для того чтобы добраться до Манхэттена, нужно по мосту Рузвельта попасть в Куинс, а оттуда по мосту Куинсборо в Манхэттен, или воспользоваться открытой в 1976 году канатной дорогой, соединяющей остров с Манхэттеном. Также на острове расположена одноимённая станция метро линии F, следующей из Манхэттена в Куинс. Административно остров находится под юрисдикцией 8-го общественного совета Манхэттена. Согласно переписи 2007 года, население острова составляет 12 000 человек. Земля на острове принадлежит городу, но штатом Нью-Йорк в 1969 году она была сдана в аренду на 99 лет четырем компаниям, объединившимся в 1995 году в структуру с общим названием «Корпорации городского развития» (англ. Empire State Development Corporation).

## География
Площадь острова 0,59 км², длина острова составляет 3,2 км, максимальная ширина — 240 м. В 370 метрах ниже по течению расположен крохотный искусственный остров У-Тант.

## История
- 1637 — Голландский губернатор Вотер Ван Твиллер купил остров, тогда называвшийся Боров остров, у индейцев канарси.
- 1666 — После победы Англии над Голландией в войне капитан Джон Мэннинг захватывает остров.
- 1686 — Зять Мэннинга, Роберт Блэквелл, становится новым владельцем острова и дает ему своё имя.
- 1796 — Его правнук Иаков Блэквелл строит дом на острове.
- 1828 — Город Нью-Йорк выкупает остров Блэкуэлла за 32 000$.
- 1832 — На острове строят тюрьму.
- 1839 — На острове строят психиатрическую больницу.
- 1921 — Остров называют островом Вспомоществования (Wellfare Island).
- 1935 — Тюрьму на острове закрывают, заключённых переводят в новую тюрьму на острове Райкерс.
- 1973 — Остров переименован в остров Рузвельт (в честь 32-го президента США).

## Достопримечательности и архитектура

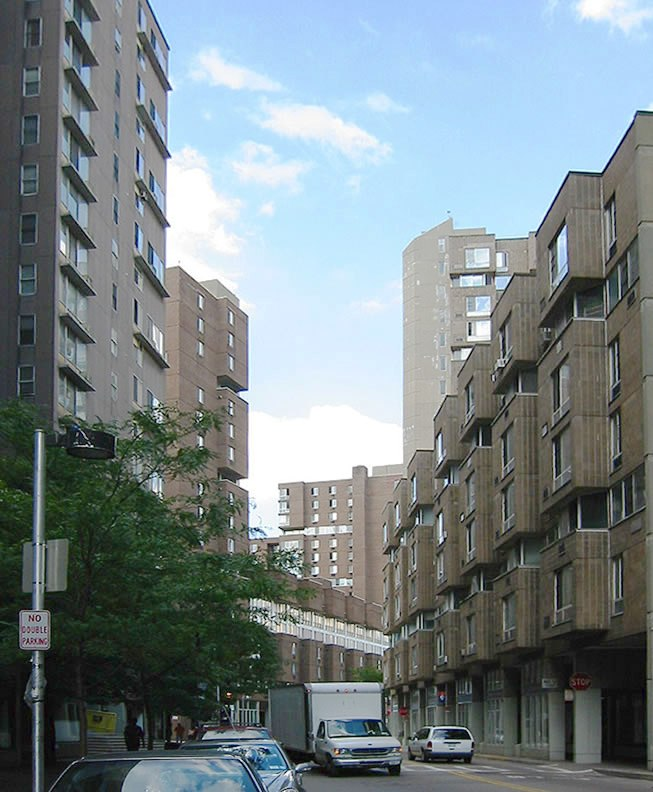
Главная улица на острове Рузвельт

Утвержденный в 1969 году генеральный план развития острова разделил его на три части между общинами. Генеральный план запрещал автомобильное движение в большей части острова, всем приезжающим на остров на автомобиле предписывалось оставлять его в большом гараже у моста Рузвельт и далее перемещаться по острову на общественном транспорте.
Первый этап генерального плана «Северный город» был реализован в строительстве четырёх жилых комплексов: Уэствью (англ. Westview), Айленд-Хаус (англ. Island House), Риверкросс (англ. Rivercross) и Иствуд (англ. Eastwood). В строительстве зданий была применена инновационная технология двухэтажных квартир, так что коридоры и лифты требовались жильцам только через три этажа. Второй этап строительства был завершён в 1989 году, архитектура зданий исполнена в псевдоисторическом стиле пост-модерн. Начало реализации третьего этапа «Южный город» затянулось до 1998 года и не завершено до сих пор[обновить данные]. По состоянию на январь 2008 года[обновить данные] здания 1, 2, 3 и 4 были завершены. Здания 5 и 6 находятся в стадии строительства.
Большинство жителей острова арендуют квартиры. Однако права жителей острова защищены законодательно, и три здания находятся в процессе приватизации.
В 1976 году была запущена канатная дорога, соединяющая остров с Манхэттеном. Дорога имеет длину 940 м и две станции.

### Объекты, внесенные в Национальный реестр исторических мест США
Октагон — одна из достопримечательностей острова. Восьмиугольное здание построено архитектором Александром Джексоном Девисом в 1839 году для городского сумасшедшего дома. Здание было восстановлено в 2006 году и включено в жилой комплекс, внутри расположен небольшой магазин. На Октагоне расположен крупнейший в Нью-Йорке массив солнечных батарей.
Маяк острова Блэквелл расположен в северной оконечности острова, построен в 1872 году.
Блэкуэлл-Хаус (англ. Blackwell House), построенный Джейкобом Блэквеллом, является шестым по древности домом в Нью-Йорке и одним из немногих оставшихся в городе памятников архитектуры XVIII века.
Часовня «Добрый пастырь» (англ. Chapel of the Good Shepherd) построена в 1888 году, архитектор Уитерс, Фредерик Кларк.

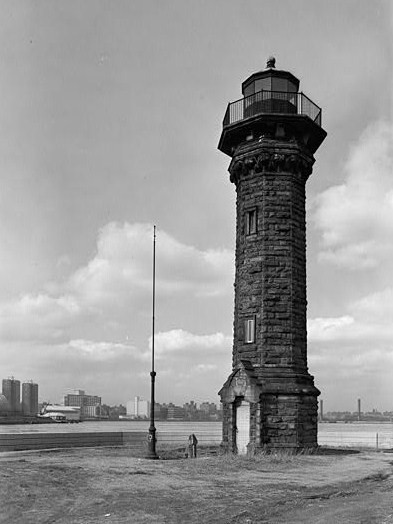
Маяк острова Блэквелл
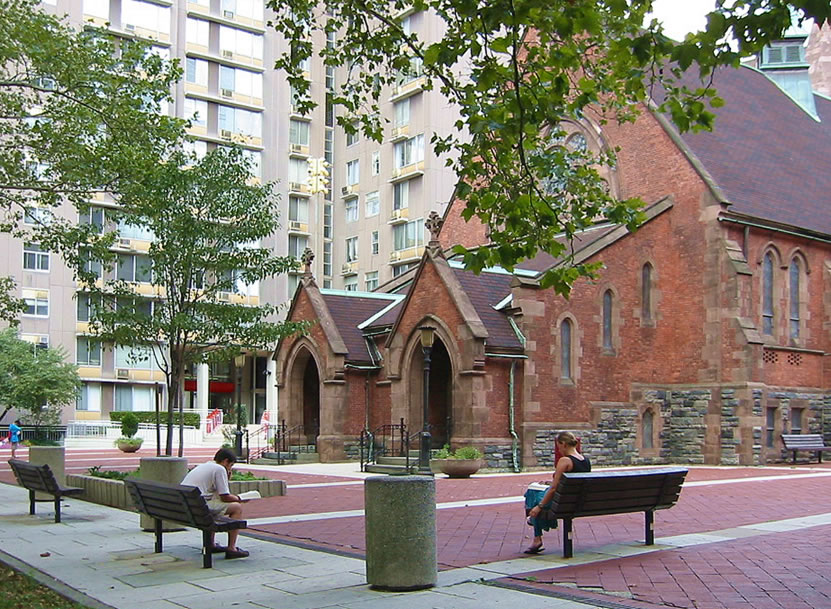
Часовня «Добрый пастырь»
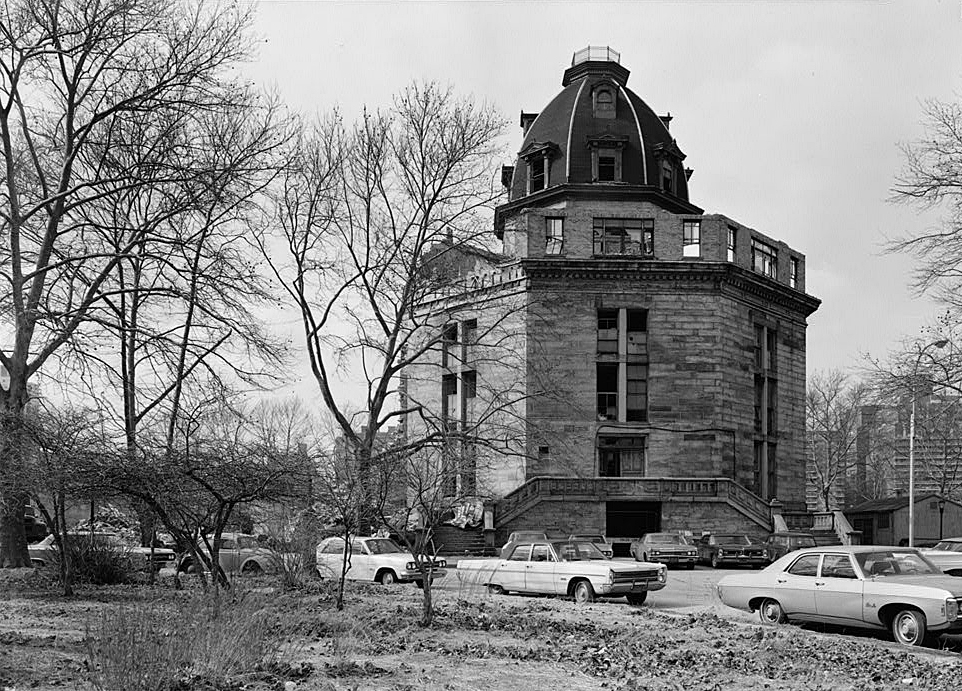
Октагон в 1970 году

## Образование
- Департамент образования Нью-Йорка
  - P.S. 217/I.S. 217 Roosevelt Island School.